# 塞爾尼耶
塞爾尼耶（法語：Cernier，法語發音：[sɛʁnje]）是瑞士納沙泰爾州的一个旧市镇，位於該國西部，面積9.11平方公里，海拔高度820米，截至2011年12月总人口为2,223人。